# Deutsche Fußball-Amateurmeisterschaft 1964
Deutscher Fußball-Amateurmeister 1964 wurden die Amateure von Hannover 96. Im Finale im Hagener Ischelandstadion siegten die Niedersachsen am 27. Juni 1964 mit 2:0 gegen den SV Wiesbaden.

## Teilnehmende Mannschaften
Es nahmen die Amateurmeister der fünf Regionalverbände teil:
- Hannover 96 Am. (Nord)

- BFC Viktoria 1889 (Berlin)

- Homberger SV (West)

- Germania Metternich (Südwest)

- SV Wiesbaden (Süd)

## Ausscheidungsspiel
|                   | Ergebnis |                     |
| ----------------- | -------- | ------------------- |
| BFC Viktoria 1889 | 5:1      | Germania Metternich |

## Halbfinale
|                 | Ergebnis |                   |
| --------------- | -------- | ----------------- |
| Hannover 96 Am. | 3:1      | Homberger SV      |
| SV Wiesbaden    | 6:2      | BFC Viktoria 1889 |

## Finale
| Hannover 96 (Amateure)                             | Hannover 96 (Amateure) | SV Wiesbaden | SV Wiesbaden |
| -------------------------------------------------- | --- | --- | ------------ |
| Hannover 96 (Amateure)                             | \| Samstag, 27. Juni 1964 in Hagen (Ischelandstadion) \| \| Ergebnis: 2:0 (1:0) \| \| Zuschauer: 10.000 \| \| Schiedsrichter: Werner Treichel (Berlin) \|                                                      | \| Samstag, 27. Juni 1964 in Hagen (Ischelandstadion) \| \| Ergebnis: 2:0 (1:0) \| \| Zuschauer: 10.000 \| \| Schiedsrichter: Werner Treichel (Berlin) \|                  | SV Wiesbaden |
| Hannover 96 (Amateure)                             | Rainer Steinbach – Helmut Thomassek, Wilfried Fricke – Manfred Krüger, Hannes Baldauf, Helmut Hennemann – Heinz Bode, Friedel Schicks, Karl-Heinz Esch, Hans Dittmann, Michael Ferenz Cheftrainer: Hannes Kirk | Rudi Stierstorfer – Matzke, Stachowiak – Friedrich, Dieter Kuhn, Fritz Kirsch – Günter Haas, Bernd Rupp, Wagner, Helmut Schillinger, Schütz Cheftrainer: Hans Schwerdhöfer | SV Wiesbaden |
| Hannover 96 (Amateure)                             | 1:0 Esch (42.) 2:0 Ferenz (77.) | | SV Wiesbaden |
| Samstag, 27. Juni 1964 in Hagen (Ischelandstadion) | | |              |
| Ergebnis: 2:0 (1:0)                                | | |              |
| Zuschauer: 10.000                                  | | |              |
| Schiedsrichter: Werner Treichel (Berlin)           | | |              |